# Scytodes socialis
Espèce
Scytodes socialis est une espèce d'araignées aranéomorphes de la famille des Scytodidae.

## Distribution
Cette espèce est endémique de la région de Menabe à Madagascar,.

## Description
Le mâle holotype mesure 5,70 mm et la femelle paratype 6,77 mm.

## Éthologie
Cette araignée est sociable, jusqu'à 12 individus ont été observés sur une toile.

## Publication originale
- Miller, 2006 : Web-sharing sociality and cooperative prey capture in a Malagasy spitting spider (Araneae: Scytodidae). Proceedings of the California Academy of Sciences, vol. 57, no 25, p. 739-750 (texte intégral).